# Снежече
Снежече (словен. Snežeče, итал. Solesenchia) је насељено место у општини Брда, Горишка регија, Словенија.

## Историја
До територијалне реорганизације у Словенији било је у саставу старе општине Нова Горица.

## Становништво
У попису становништва из 2011. године, Снежече је имало 53 становника.
| Број становника према пописима | Број становника према пописима | Број становника према пописима |
| ------------------------------ | ------------------------------ | ------------------------------ |
| 1991                           | 2002                           | 2011                           |
| 47                             | 45                             | 53                             |